# 穀丘県
穀丘県（こくきゅう-けん）は中華人民共和国河北省にかつて存在した県。現在の衡水市安平県南西部に相当する。
前漢により設置され、後漢により廃止された。